# Natalija Kobrynska

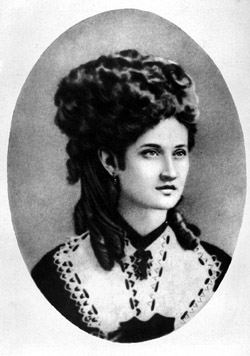
Natalija Kobrynska in den 1880er Jahren

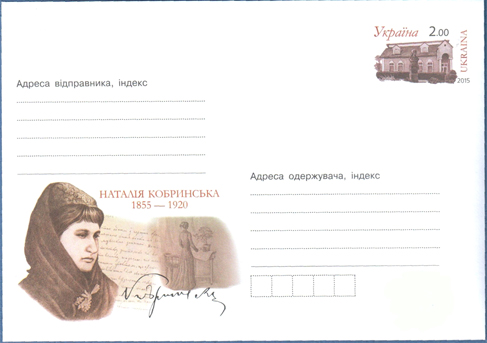
Ukrainischer Briefumschlag von 2015 zur Erinnerung an Kobrynskas 160. Geburtstag

Natalija Iwaniwna Kobrynska (ukrainisch Наталія Іванівна Кобринська); (* 8. Juni 1855 in Beleluja, Galizien, Kaisertum Österreich; † 22. Januar 1920 in Bolechiw, Westukrainische Volksrepublik) war eine ukrainische Schriftstellerin und Organisatorin der ukrainischen Frauenbewegung.

## Leben
Natalija Kobrynska kam im Dorf Beleluja im heutigen Rajon Snjatyn der ukrainischen Oblast Iwano-Frankiwsk zur Welt.
Da in ihrer Jugend keine höhere Bildung für Mädchen vorgesehen war, erhielt Natalija zu Hause Unterricht und lernte Deutsch, Französisch, Polnisch und Russisch von ihrem Vater. Zudem konnte sie Werke der Weltliteratur lesen, die ihr ihre Brüder aus der Schule mitbrachten.
1871 heiratete sie Theofil Kobrynsky, der jedoch wenige Jahre später starb, woraufhin sie zurück zu ihren Eltern nach Bolechiw zog. Mit ihrem Vater, Iwan Osarkewytsch (Jan Ozarkiewicz; 1826–1903), einem Priester der ukrainischen griechisch-katholischen Kirche, der von der V. bis zur einschließlich VII. Legislaturperiode (1873 bis 1891) Abgeordneter des österreichischen Abgeordnetenhauses war, reiste sie nach Wien, wo sie Mychajlo Drahomanow, den Bruder von Olena Ptschilka kennen lernte. Dieser bestärkte sie darin, sich für die Gleichstellung der ukrainischen Frauen einzusetzen.
1884 gründete sie in Stanislau die Gesellschaft der Ruthenischen Frauen.
Zusammen mit Olena Ptschilka, der Mutter von Lessja Ukrajinka und Schwester von Mychajlo Drahomanow, gab sie 1887 den ersten feministischen Almanach Pershyi vinok heraus. 1893 publizierte sie einen zweiten Almanach, Nasha dolia (Unser Schicksal, weitere Ausgaben folgten 1895 und 1896) und 1907 veröffentlichte sie einen dritten Almanach, Zhinocha dolia (Frauenschicksal).

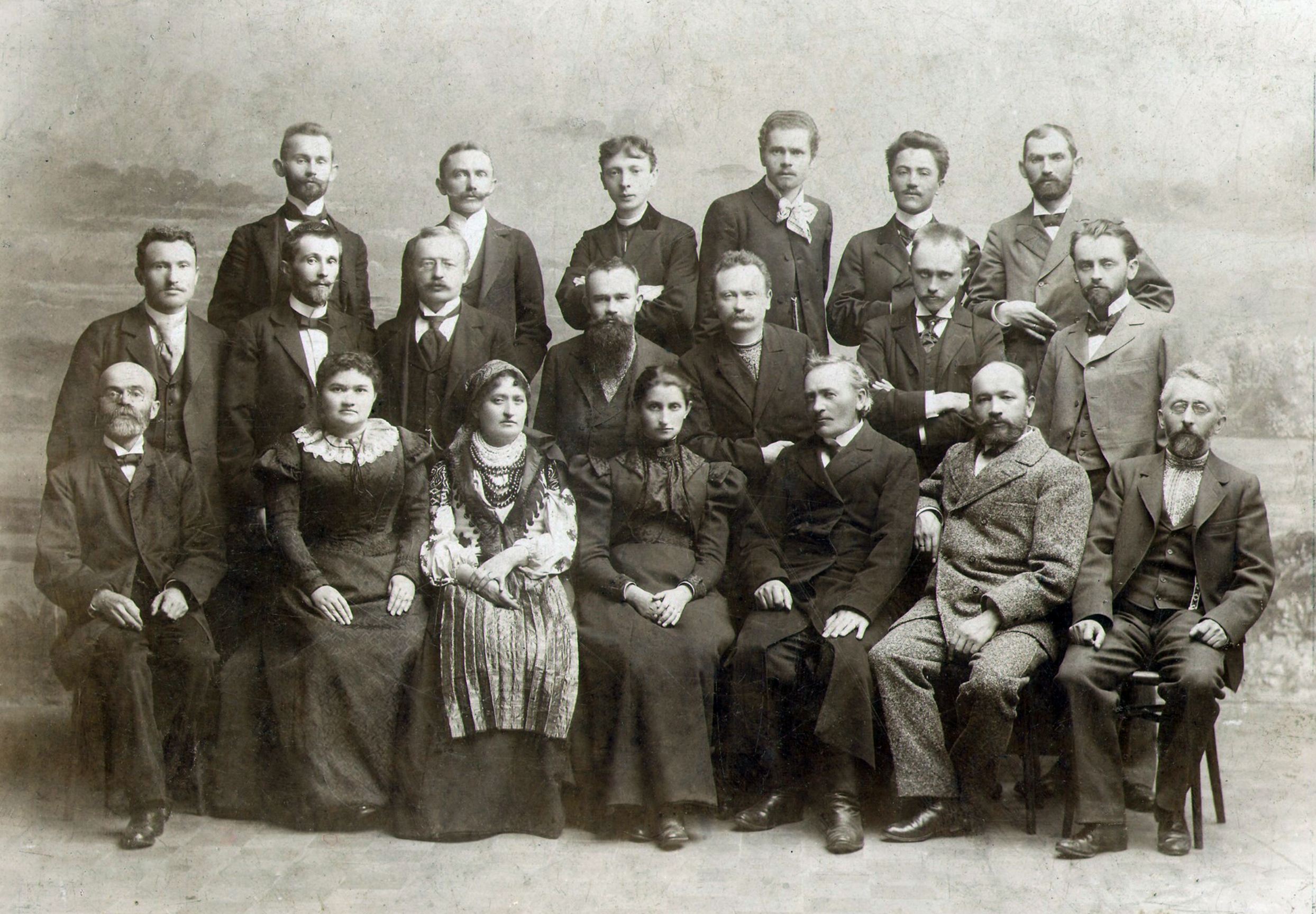
Der Vorstand und die Mitglieder der Wissenschaftlichen Gesellschaft Schewtschenko anlässlich des 100. Jahrestages der Veröffentlichung der Enejida von Iwan Kotljarewskyj, Lwiw, 31. Oktober 1898: In der ersten Reihe sitzend: Mychajlo Pawlyk, Jewhenija Jaroschynska, Natalija Kobrynska, Olha Kobyljanska, Sylvester Lepkyi, Andrij Tschajkowskyj, Kost Pankiwskyj. In der zweiten Reihe stehend: Iwan Kopatsch, Wolodymyr Hnatjuk, Ossyp Makowej, Mychajlo Hruschewskyj, Iwan Franko, Oleksandr Kolessa, Bohdan Lepkyj. In der dritten Reihe stehend: Iwan Petruschewytsch, Filaret Kolessa, Jossyp Kyschakewytsch, Iwan Trusch, Denys Lukianowytsch, Mykola Iwasjuk.

Die von ihr geschriebenen Kurzgeschichten wurden in mehreren Sammlungen veröffentlicht und handelten von Frauen, sozialen Fragen und psychologischen Themen, vom Volksglauben und vom Ersten Weltkrieg. 1967 veröffentlichte P. Babiak eine Bibliographie ihrer Werke. Sie lebte über 30 Jahre in Bolechiw, wo sie 1920 64-jährig an Typhus starb.